# Boughton Monchelsea
Boughton Monchelsea es una parroquia civil y un pueblo del distrito de Maidstone, en el condado de Kent (Inglaterra).

## Geografía
Según la Oficina Nacional de Estadística británica, Boughton Monchelsea tiene una superficie de 10,97 km².

## Demografía
Según el censo de 2001, Boughton Monchelsea tenía 2041 habitantes (50,02% varones, 49,98% mujeres) y una densidad de población de 186,05 hab/km². El 19,99% eran menores de 16 años, el 74,62% tenían entre 16 y 74 y el 5,39% eran mayores de 74. La media de edad era de 39,05 años. Del total de habitantes con 16 o más años, el 22,17% estaban solteros, el 63,75% casados y el 14,08% divorciados o viudos.
El 95,98% de los habitantes eran originarios del Reino Unido. El resto de países europeos englobaban al 1,18% de la población, mientras que el 2,84% había nacido en cualquier otro lugar. Según su grupo étnico, el 98,63% eran blancos, el 0,29% mestizos, el 0,88% asiáticos y el 0,2% de cualquier otro salvo negros y chinos. El cristianismo era profesado por el 78,83%, el budismo por el 0,29%, el hinduismo por el 0,15%, el judaísmo por el 0,15%, el sijismo por el 0,29% y cualquier otra religión, salvo el islam, por el 0,24%. El 13,87% no eran religiosos y el 6,17% no marcaron ninguna opción en el censo.
1074 habitantes eran económicamente activos, 1045 de ellos (97,3%) empleados y 29 (2,7%) desempleados. Había 793 hogares con residentes, 25 vacíos y 7 eran alojamientos vacacionales o segundas residencias.